# Windrep
Windrep – ruchoma lina służąca do "windowania", czyli wynoszenia w górę lub opuszczania elementów konstrukcyjnych masztu wieloczęściowego na żaglowcu bądź innej dużej żaglowej jednostce pływającej. Każda stenga ma własny windrep o nazwie danej stengi, np. windrep bramstengi to bramstenwindrep.